# کریم آق‌ترک‌اوغلو
کریم آق‌ترک‌اوغلو (انگلیسی: Kerem Aktürkoğlu؛ زادهٔ ۲۱ اکتبر ۱۹۹۸) بازیکن فوتبال اهل ترکیه است که در پست وینگر چپ برای باشگاه بنفیکا در لیگ برتر پرتغال و تیم ملی ترکیه بازی می‌کند.

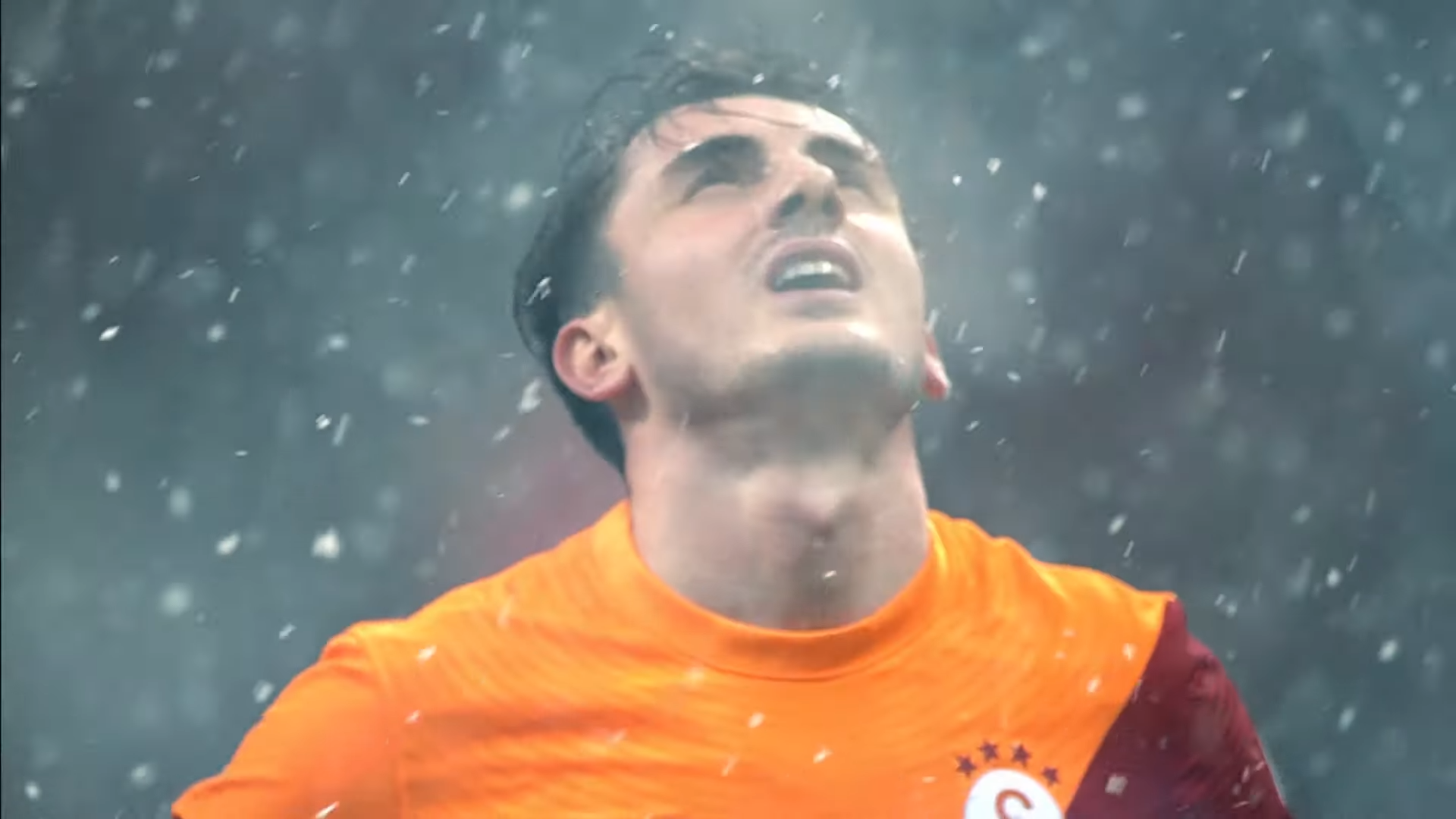
کریم آق‌ترک‌اوقلو در سوپرلیگ ترکیه با گالاتاسرای فصل ۲۰۲۱-۲۲

وی همچنین در تیم ملی فوتبال ترکیه بازی کرده‌است.

## افتخارات

### باشگاهی
گالاتاسرای
- سوپر لیگ ترکیه (۲): ۲۳–۲۰۲۲، ۲۴–۲۰۲۳
- سوپر جام ترکیه (۱): ۲۰۲۳